# Harrevig Pastorat
Harrevig Pastorat er et pastorat i Salling Provsti, Viborg Stift med de syv sogne:
- Durup Sogn
- Hjerk Sogn
- Harre Sogn
- Nautrup Sogn
- Roslev Sogn
- Rybjerg Sogn
- Tøndering Sogn

I pastoratet er der syv kirker
- Durup Kirke
- Hjerk Kirke
- Harre Kirke
- Nautrup Kirke
- Roslev Kirke
- Ryjerg Kirke
- Tøndering Kirke

## Historie
I 1970–2006 lå pastoratets sogne i Sallingsund Kommune  Før 1970 lå sognene i Harre Herred. Dog lå Rybjerg Sogn og den østlige del af Roslev Sogn i Nørre Herred. Alle sognene lå i Viborg Amt.
Fra 1842 lå sognene i de fire (senere fem) sognekommuner: Nautrup-Sæby-Vile, Durup-Tøndering, Roslev-Rybjerg og Hjerk-Harre. I 1924 blev  Roslev-Rybjerg Pastoratet delt i Rybjerg Kommune og Roslev Kommune, mens der var fortsat tale om ét pastorat. 
Oprindeligt var hver af de fire sognekommune ét pastorat. I 1924 blev Nautrup-Sæby-Vile delt i Glyngøre- Sæby og Nautrup-Vile pastorater. I 1969 blev Nautrup en del af det nye Durup-Tøndering-Nautrup Pastorat. Derefter bestod området af tre pastorater.